# Santa Chiara al Quirinale
Santa Chiara al Quirinale, även benämnd Santissimo Sacramento och Corpus Christi, var en kyrkobyggnad i Rom, helgad åt den heliga Klara av Assisi. Kyrkan var belägen i rione Monti, vid dagens Via del Quirinale. ”Quirinale” anger att kyrkan låg på kullen Quirinalen.

## Kyrkans historia
Kyrkans ursprung är oklart, men den grundades på medeltiden. Från gatan kom man in i ett atrium, innan man trädde in i kyrkan.
År 1571 donerade hertiginnan Giovanna d'Aragona Colonna (1502–1575) sitt närliggande palats och trädgårdar med avsikt att grunda ett kloster för kapucinnunnor. Med hjälp av Confraternita del Santissimo Crocifisso, som på 1560-talet hade låtit uppföra Oratorio del Santissimo Crocifisso, samlade hertiginnan in de nödvändiga medlen för klostret. Påve Gregorius XIII skänkte pengar till en kyrka, vilken fick det fullständiga namnet Santissimo Sacramento e Santa Chiara. Kyrkan började byggas 1575 och fullbordades 1586. Initialt leddes arbetet av arkitekten Annibale Lippi, men han avlöstes av andra mindre kända arkitekter. Vid konsekreringen av kyrkan placerades de heliga martyrerna Faustus och Justas reliker under högaltaret.
Hela byggnadskomplexet med kyrka och kloster exproprierades av den italienska staten 1886 och revs två år senare för att ge plats åt Giardino Carlo Alberto, som anlades för att fira den tyske kejsaren Vilhelm II:s besök i Rom. Nunnekommuniteten flyttade till Corpus Christi dei Cappuccini, men huserar sedan andra världskriget i ett kloster vid Corpus Christi alla Garbatella.

## Kyrkans exteriör
Kyrkans fasad hade två våningar. Över ingångsportalen satt en fresk som framställde Tillbedjandet av det heliga Sakramentet, utförd av Cristoforo Roncalli, kallad Il Pomarancio. På ömse sidor om ingången satt två rundbågepaneler med fresker: till vänster Den helige Franciskus med ett krucifix och till höger Den heliga Klara med en monstrans. Även till dessa konstverk var Roncalli upphovsman. Den övre våningen hade ett på högkant placerat oxöga med spröjsverk i form av ett kors.

## Kyrkans interiör
Kyrkan hade en enkel rektangulär grundplan med ett högaltare och två sidoaltaren, ett på var sida. Över högaltaret satt Korsfästelsen av Marcello Venusti. I absidens halvkupol hade Roncalli utfört fresken Jungfru Marie kröning i himmelen. De två sidoaltarna hade Den helige Franciskus stigmatisering respektive Korsnedtagandet, båda av Jacopino del Conte. Den senare målningen hängde över ett altare invigt åt Den smärtorika Modern. Målningarna finns numera i Corpus Christi alla Garbatella, medan fresken har gått förlorad.

## Bilder

Giovanna d'Aragona (omkring 1518), målning av Rafael.
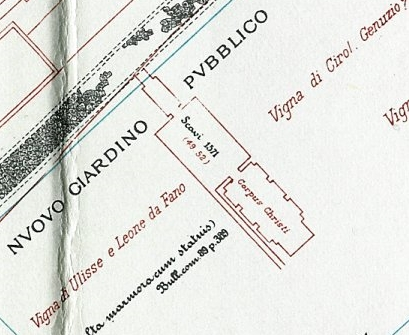
Santa Chiara al Quirinale (här benämnd Corpus Christi) på Rodolfo Lancianis Rom-karta från 1893–1901.
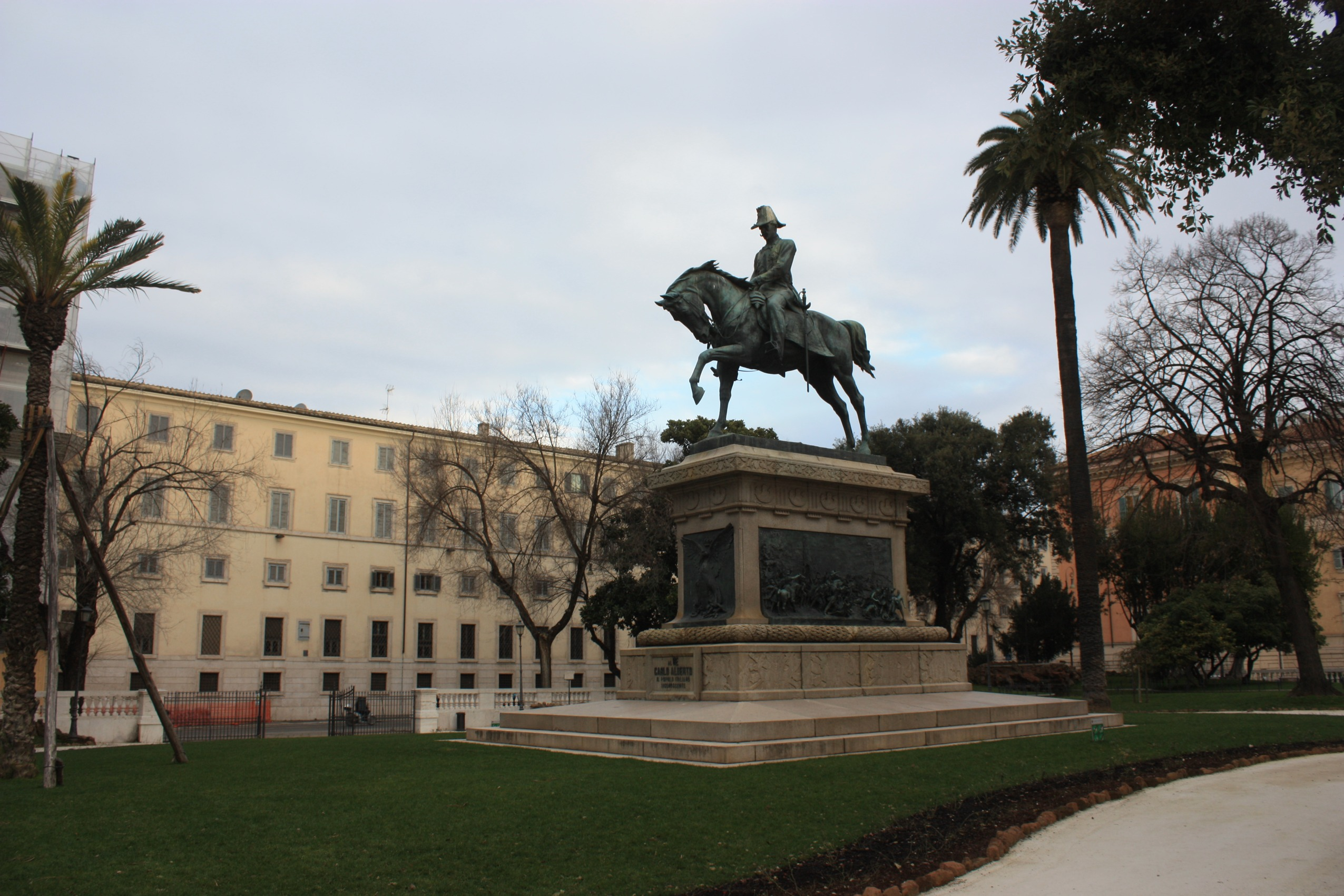
Kyrkan Santa Chiara al Quirinale var belägen alldeles nära den plats där Karl Alberts ryttarstaty idag står i parken uppkallad efter honom.